# Chrysocale splendens
Chrysocale splendens là một loài bướm đêm thuộc phân họ Arctiinae, họ Erebidae.